# Ґрабувець (Пултуський повіт)
Ґрабувець (пол. Grabówiec) — село в Польщі, у гміні Пултуськ Пултуського повіту Мазовецького воєводства.
Населення — 574 особи (2011).
У 1975-1998 роках село належало до Цехановського воєводства.

## Демографія
Демографічна структура станом на 31 березня 2011 року:
|          | Загалом | Допрацездатний вік | Працездатний вік | Постпрацездатний вік |
| -------- | ------- | ------------------ | ---------------- | -------------------- |
| Чоловіки | 275     | 72                 | 178              | 25                   |
| Жінки    | 299     | 77                 | 176              | 46                   |
| Разом    | 574     | 149                | 354              | 71                   |